# Alliinase
Alliinase er et enzym, som omdanner alliin til allicin. Når et hvidløgsfeds membran knuses, startes en kemisk proces, hvor alliinase omdanner alliin til allicin.